# 商隊驛站
商隊驛站（英語：Caravanserai）是建立於古代貿易路線上專為整日跋涉後疲憊的商隊旅人們提供住宿、歇息和照料牲口等各種服務的客棧 。商隊驛站在亚洲、北非以及东南欧地區重要的貿易路線網絡中承擔著商業、信息與人員之間傳遞交流的重任，特別是在歷史悠久的丝绸之路上更是普遍可見商隊驛站的蹤跡。
商隊驛站不僅出現於古老的絲綢之路上，早在阿契美尼德王朝時期所建成的波斯御道，這條長達2,500公里（1,600英里）的古代公路沿途同時也林立著為數眾多的商隊驛站，學者希羅多德在《歷史》一書中記述了從薩第斯直至蘇薩的路況：「接下來講述此公路的實際情形：在這條大道上的任何地方都蓋有王室所設立的駐所以及優良完善的商隊驛站，但凡道路所經之處皆為有人煙居住的地帶，沿路極為安全而少有危險。」，此外於印度次大陸的大幹道沿線的城市中，尤其在莫卧儿帝国的首都德里與孟加拉蘇巴一帶亦廣設有眾多聲名遠播的商隊驛站供旅行者休憩。

## 阿拉伯文獻中的商隊驛站

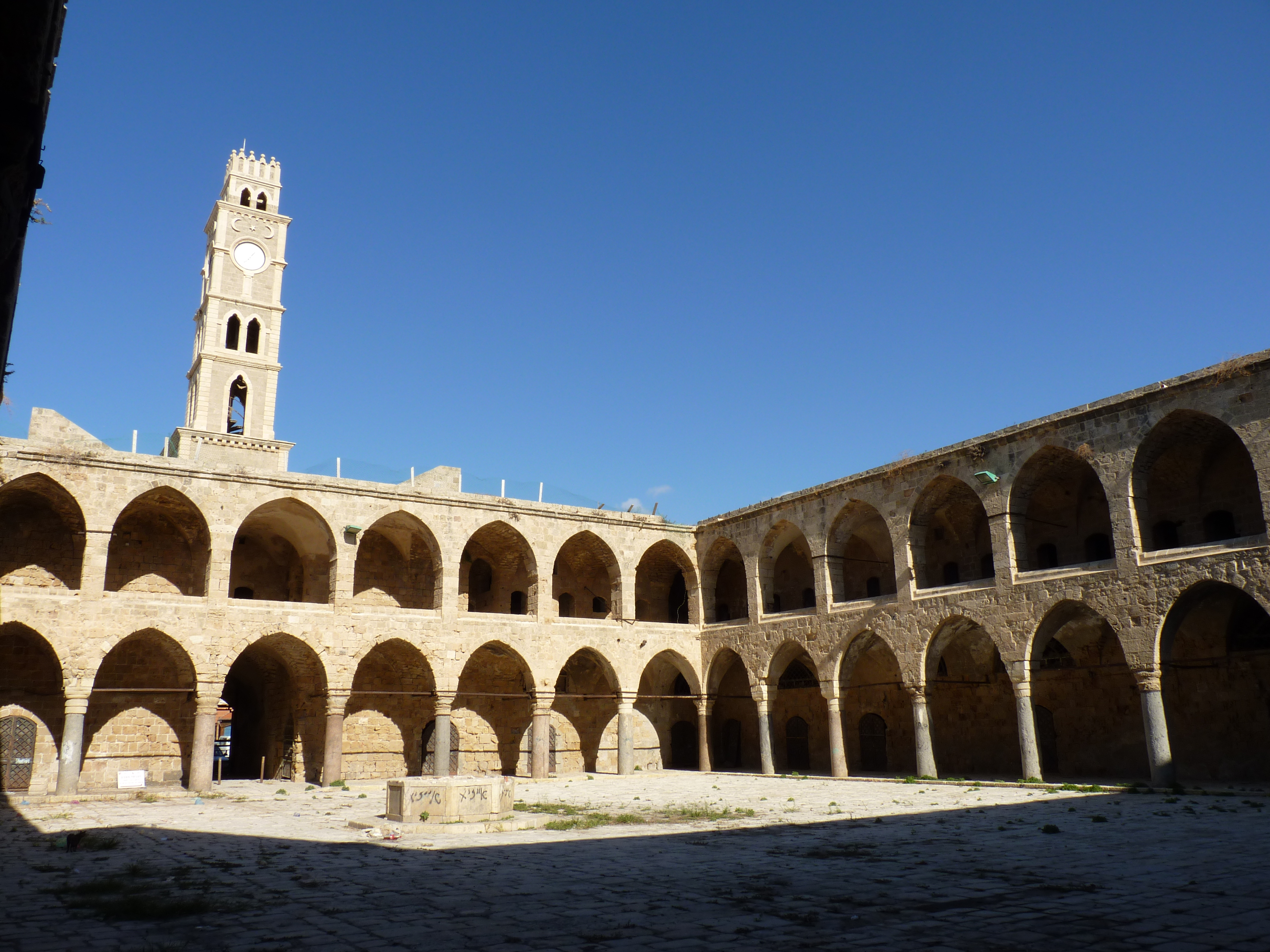
以色列阿卡的柱子客栈

阿拉伯地理學家馬克迪斯在公元985年寫下有關當時位於大敘利亞一帶巴勒斯坦地区供旅行者休憩的客棧與旅館等相關的紀錄，馬克迪斯在文獻中提到：「在敘利亞課徵的稅收並不沉重，但於商隊驛站中所徵收的稅金卻是個例外，驛站內的旅人會被抽取極為苛刻的高昂稅款...」這裡提到的稅款是指當地政府官員針對進口貨物與商品所徵收的關稅，通常旅途中的商人們會與他們負責搬運貨物的牲畜在驛站中留宿或是稍作歇息，而驛站中的每個大門都會設有警衛，以確保進出的商人會完整繳交他們所攜帶貨物的稅款，課徵的貨品關稅是當時法蒂玛王朝主要的收入來源之一。

## 建築與功能

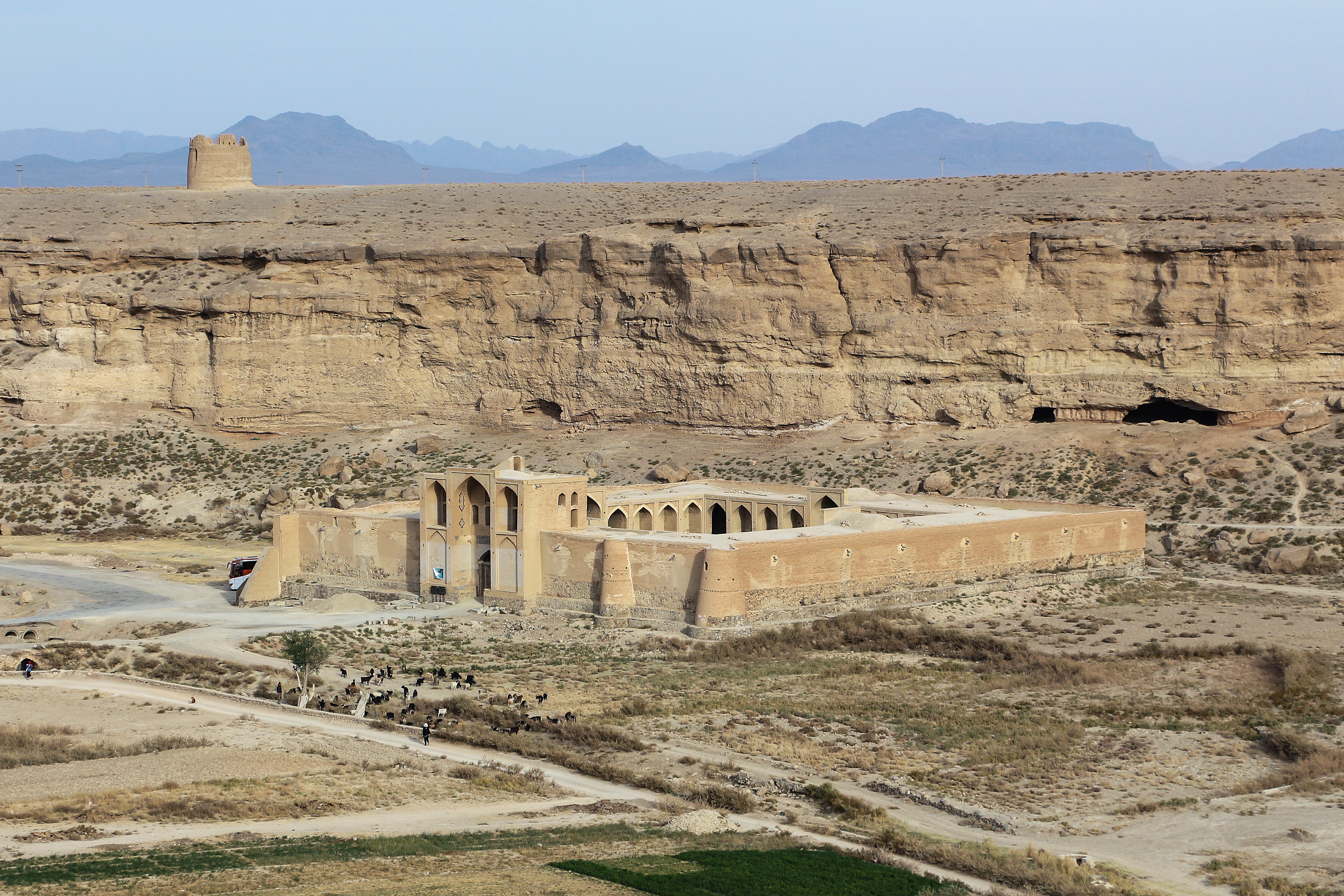
伊朗法爾斯省的亞茲德哈斯特商隊驛站

最典型的商隊驛站建築形式一般會蓋有正方形或矩形高聳的牆壁圍繞，並設立高、寬度足夠讓體型龐大的骆驼或其他大型載運重物的馱獸所進出的出入口。驛站內的庭院幾乎都是設計為未加蓋頂篷向天空敞開的開放式設計，圍牆內另築有內牆以區隔成不同功能的區域，像是：畜舍、裝卸區、壁龕與房間等處供應來往的商人及其隨行僕役使用，並確保能容納數量眾多的牲畜與貨品。
商隊驛站會供應用水給人群和動物使用，並提供基本的清洗以及像是小淨和大淨等淨禮的服務，一些驛站內還會設有功能完善的浴場供人洗浴。此外，牲口們也會被工人們餵飽饲料，旅行者也可在驛站中找到專為旅人所開設的商店，並從店中獲得足夠的物資與補給，有時候店家也會反過來向旅行商人們購買新商品。
14世紀建於阿塞拜疆的木爾坦尼商隊驛站，其建築風格相當古老，以最傳統方形高牆圍繞中庭的工法建造，牆內的庭院周圍設有涼台，今日古老的建物已改建成一間現代化的餐廳供來訪的客人用餐。

## 圖集

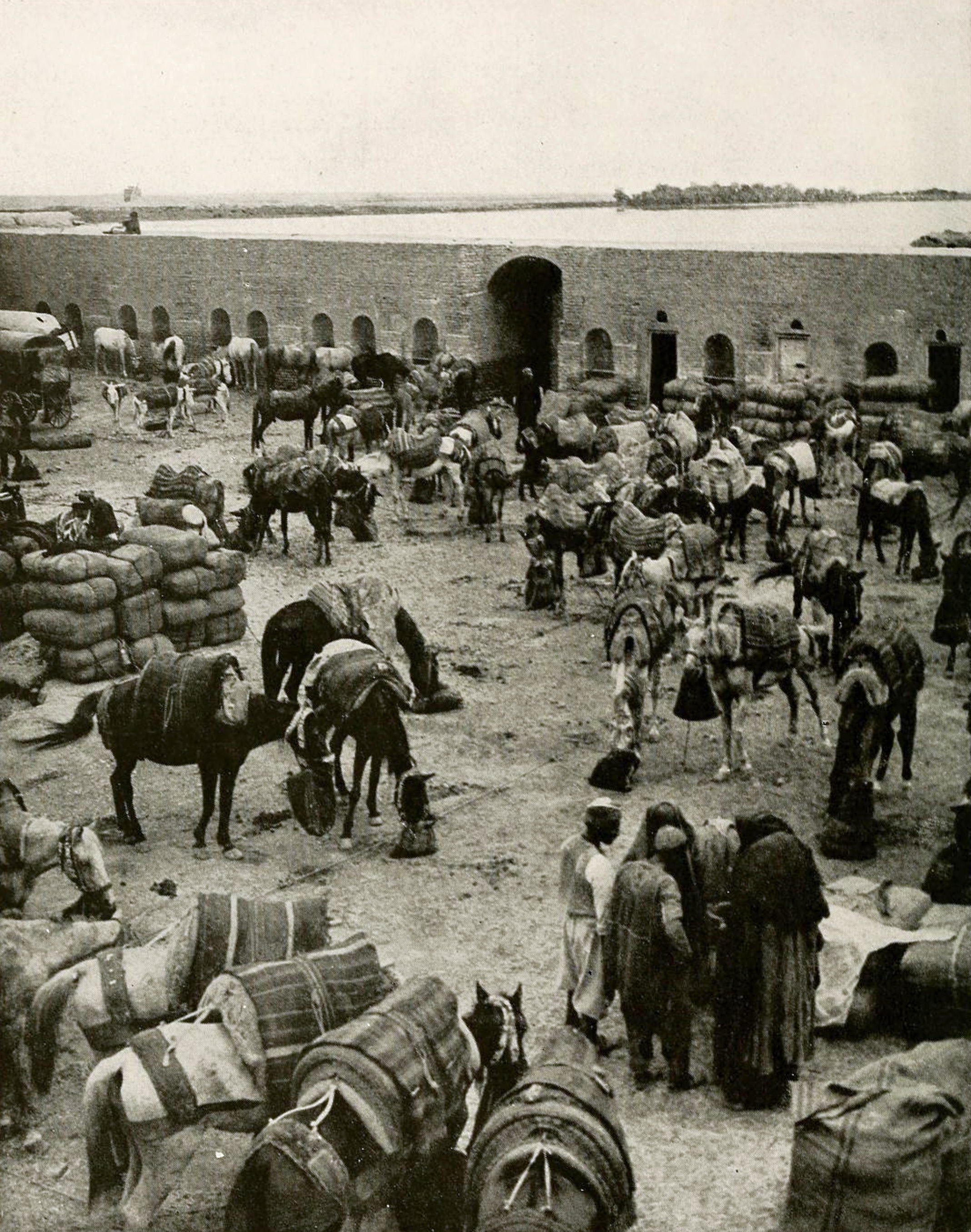
1914年费卢杰一間營運中的商隊驛站
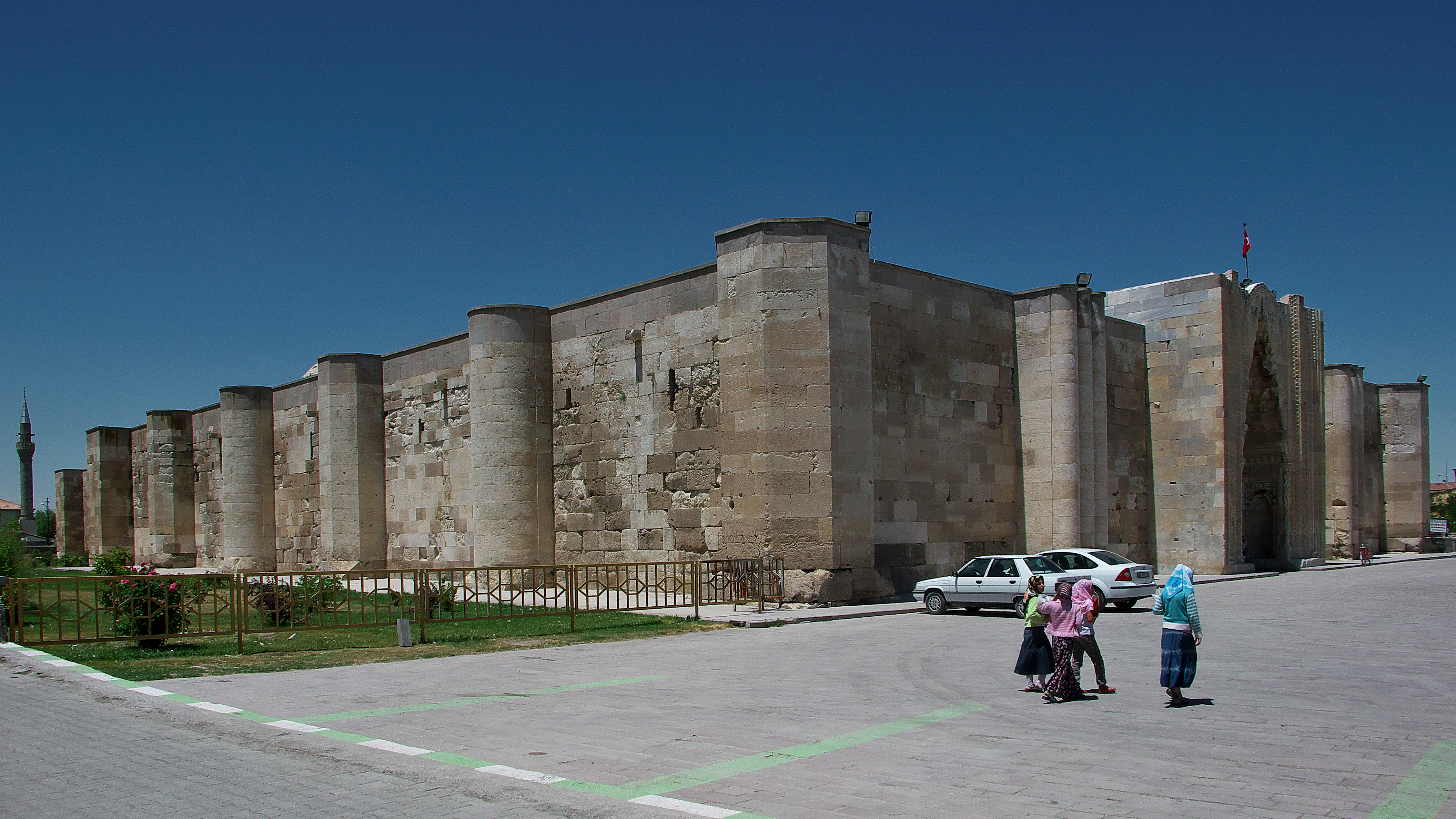
位於土耳其蘇丹哈訥的蘇丹汗（英语：Sultan Han）商隊驛站
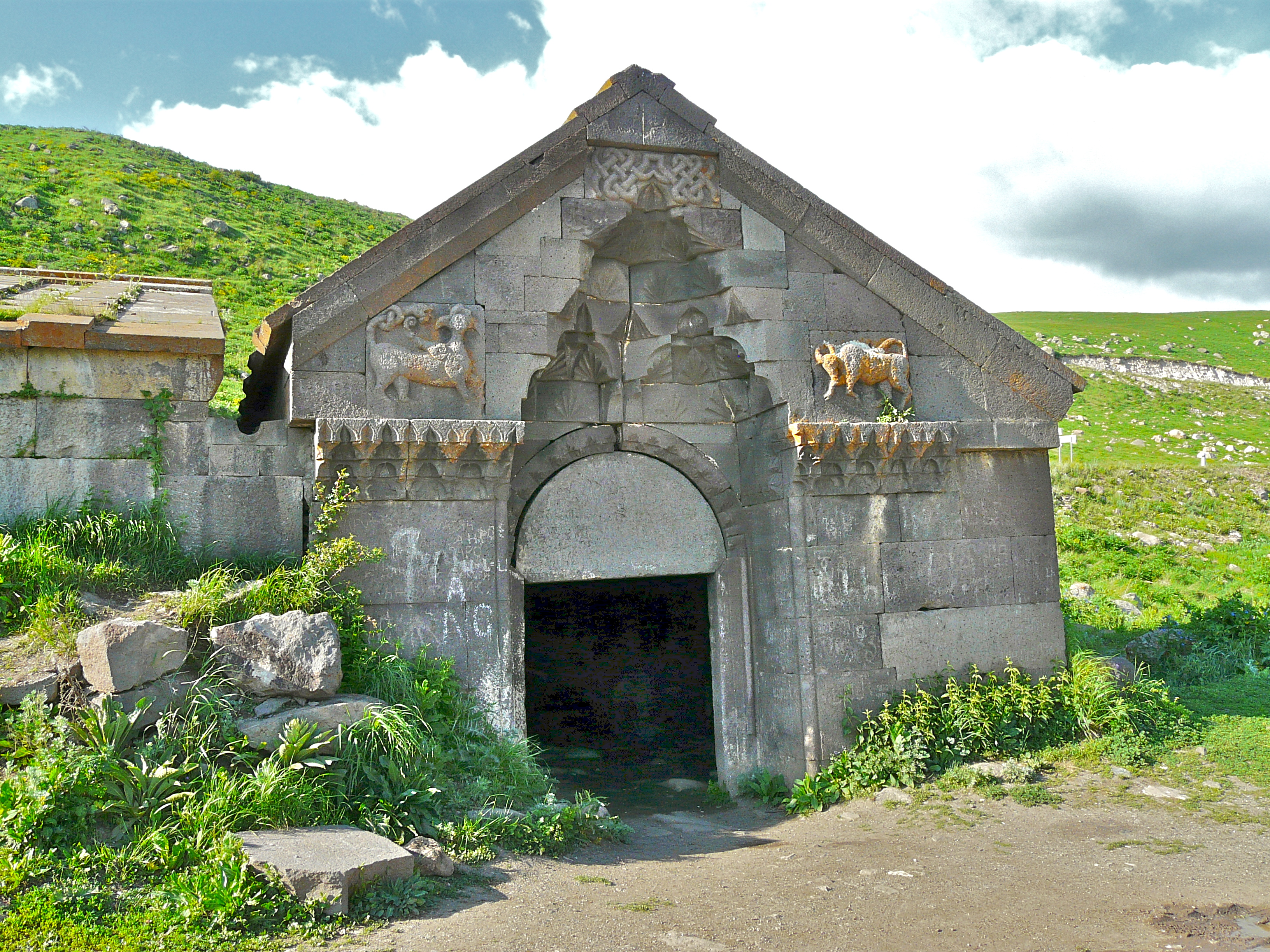
建於亞美尼亞的奧伯利安商隊驛站（英语：Orbelian's Caravanserai）入口
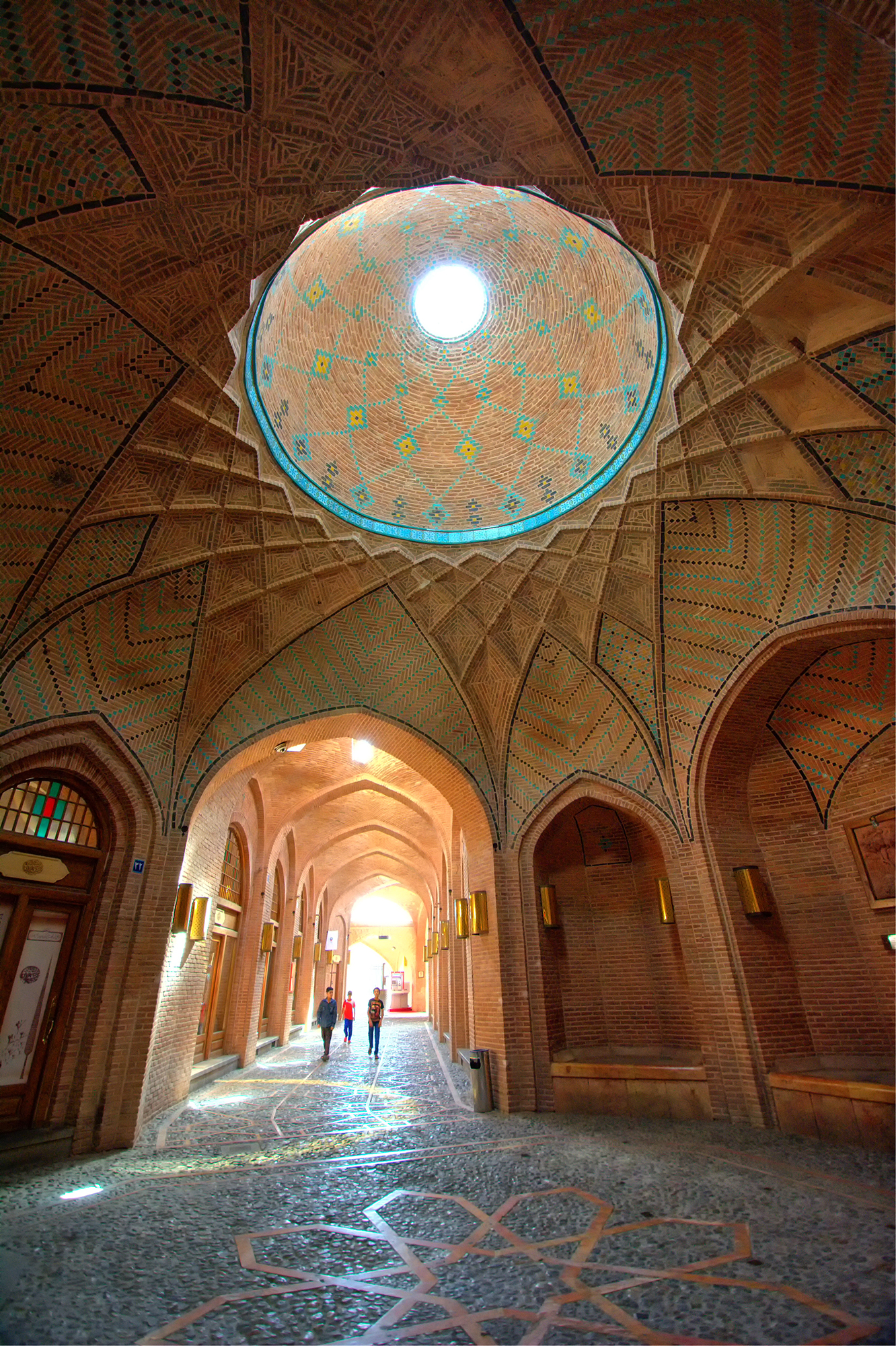
位在加兹温賽德·蘇丹赫商隊驛站（英语：Caravanserai of Sa'd al-Saltaneh）的內部景觀
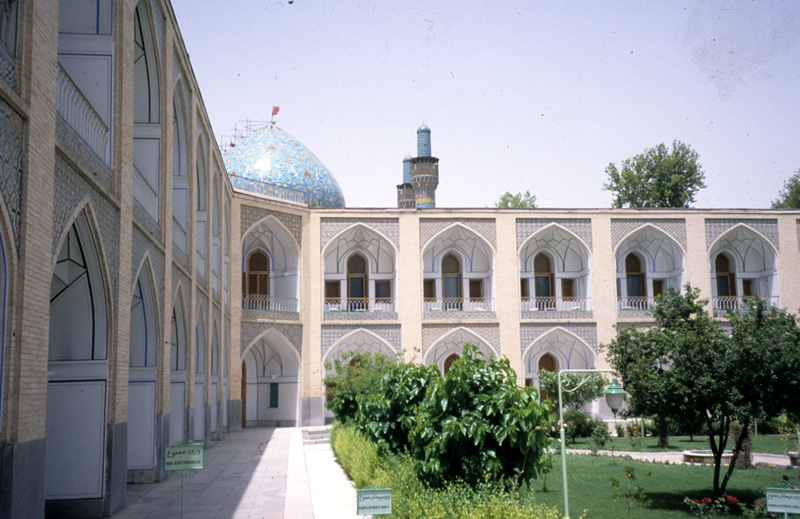
伊斯法罕的商隊驛站，現已改建為阿拔斯旅館（英语：Abbasi Hotel）
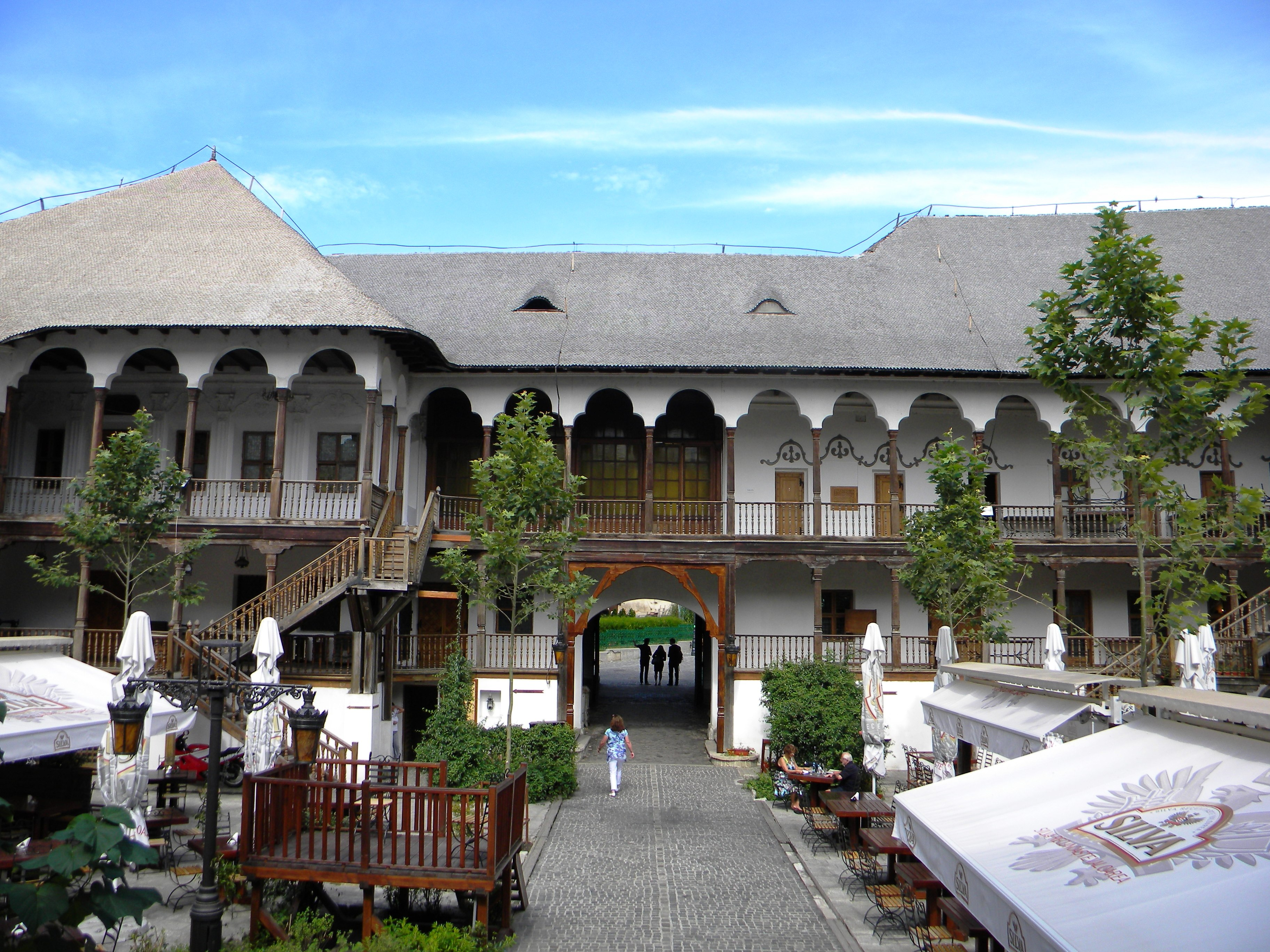
羅馬尼亞首都布加勒斯特的曼努克客棧（英语：Manuc's Inn）
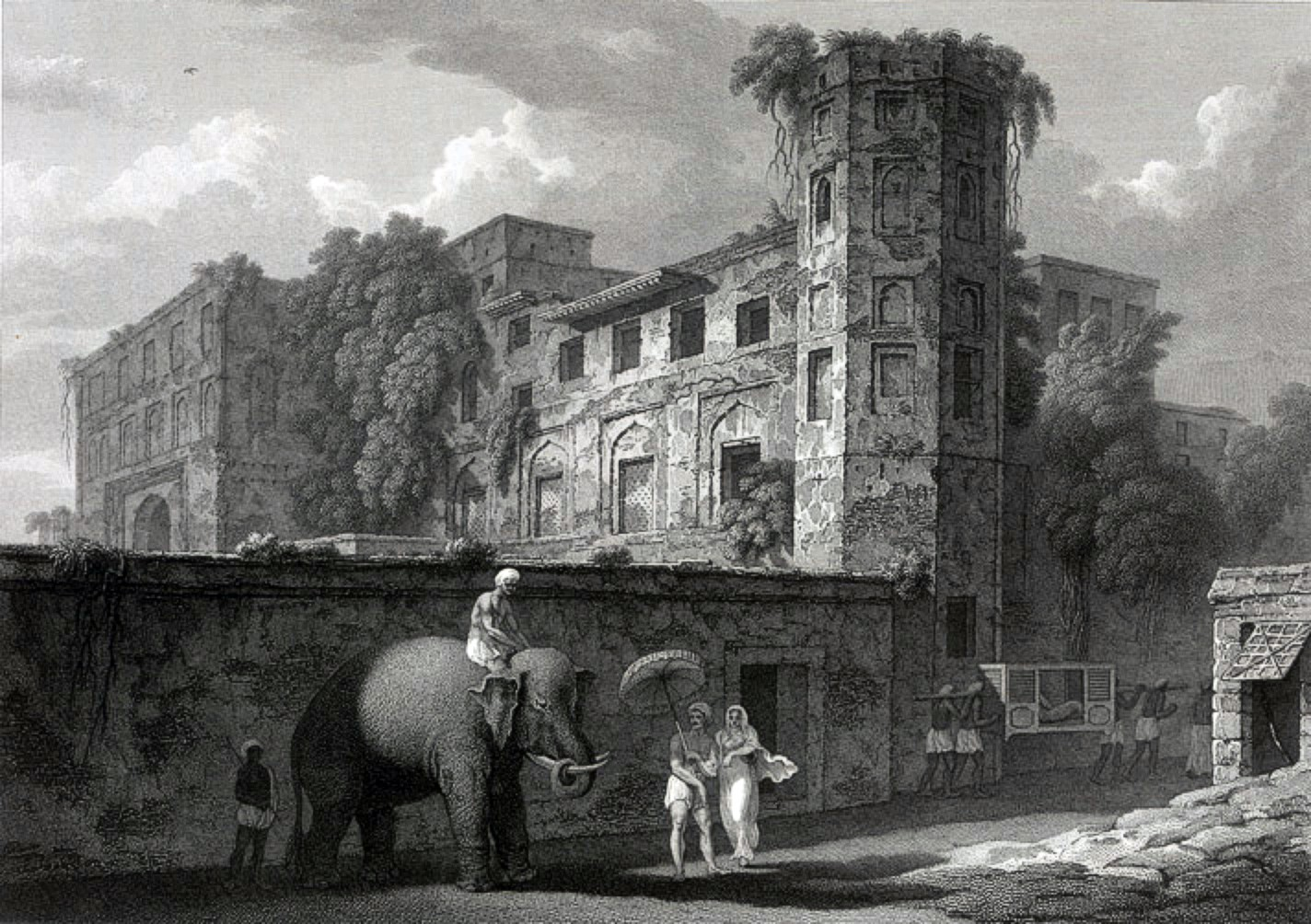
由沙舒賈王子下令於达卡修築的巴拉·卡特拉宫
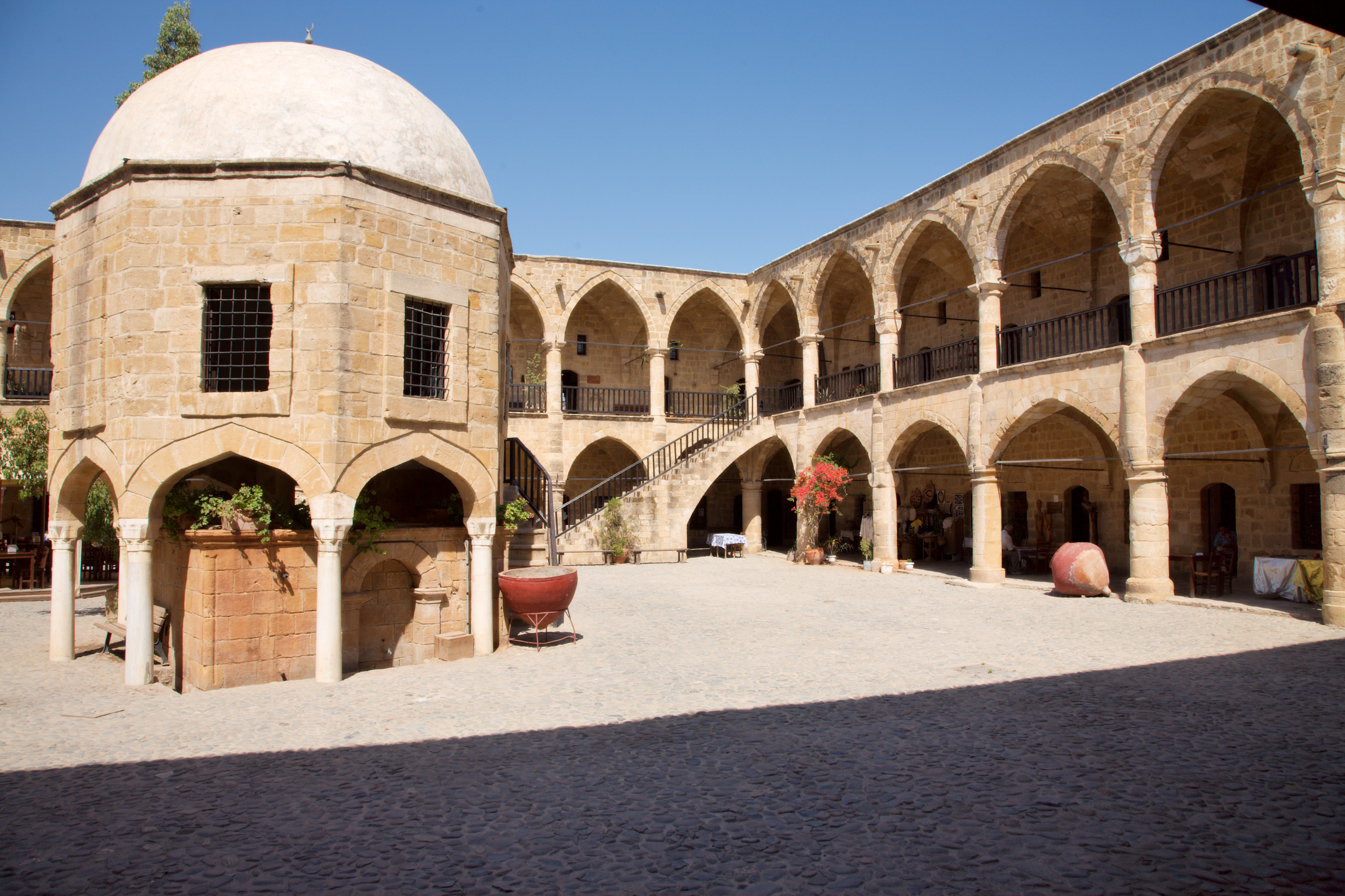
奥斯曼土耳其人建立於賽普勒斯的比於克汗（英语：Büyük Han）
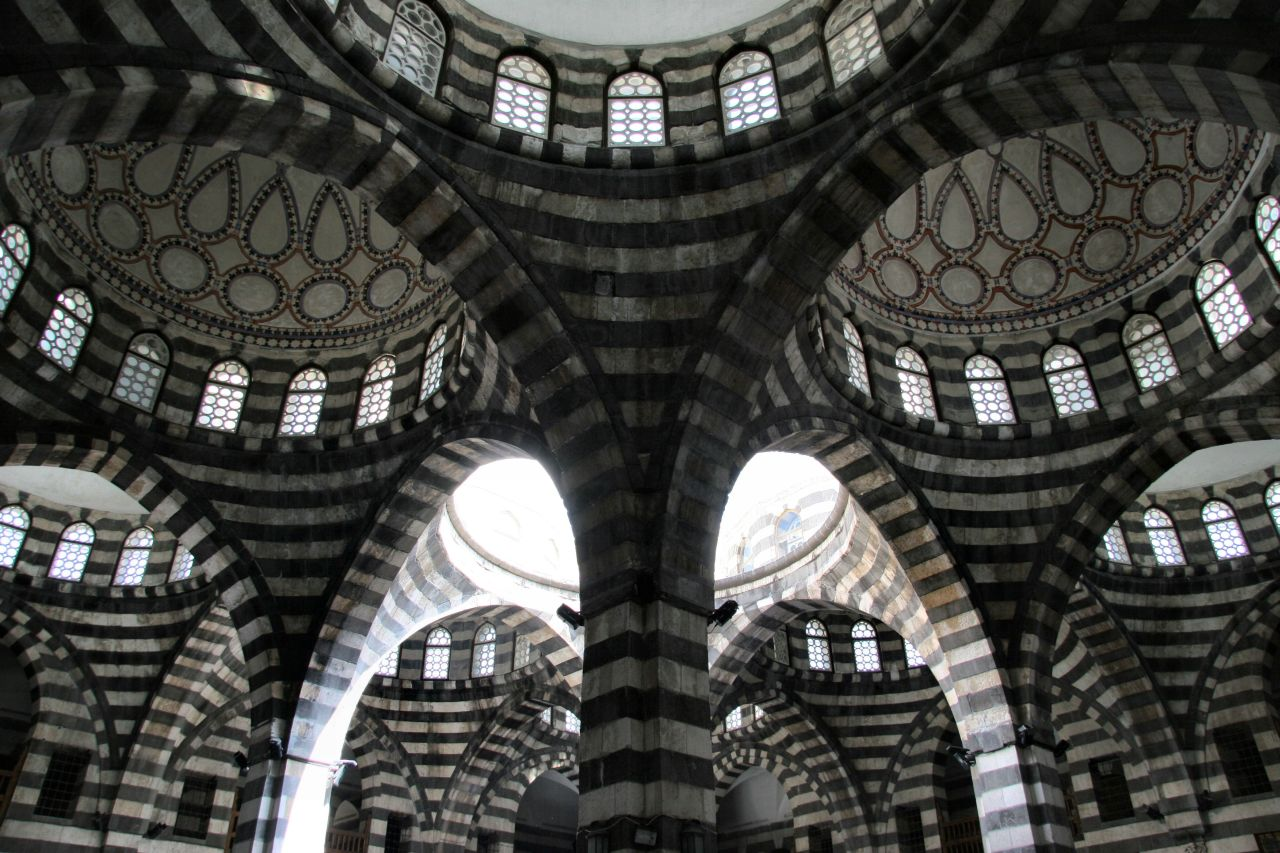
設在大马士革的汗·阿賽德帕夏（英语：Khan As'ad Pasha）其建築穹頂結構
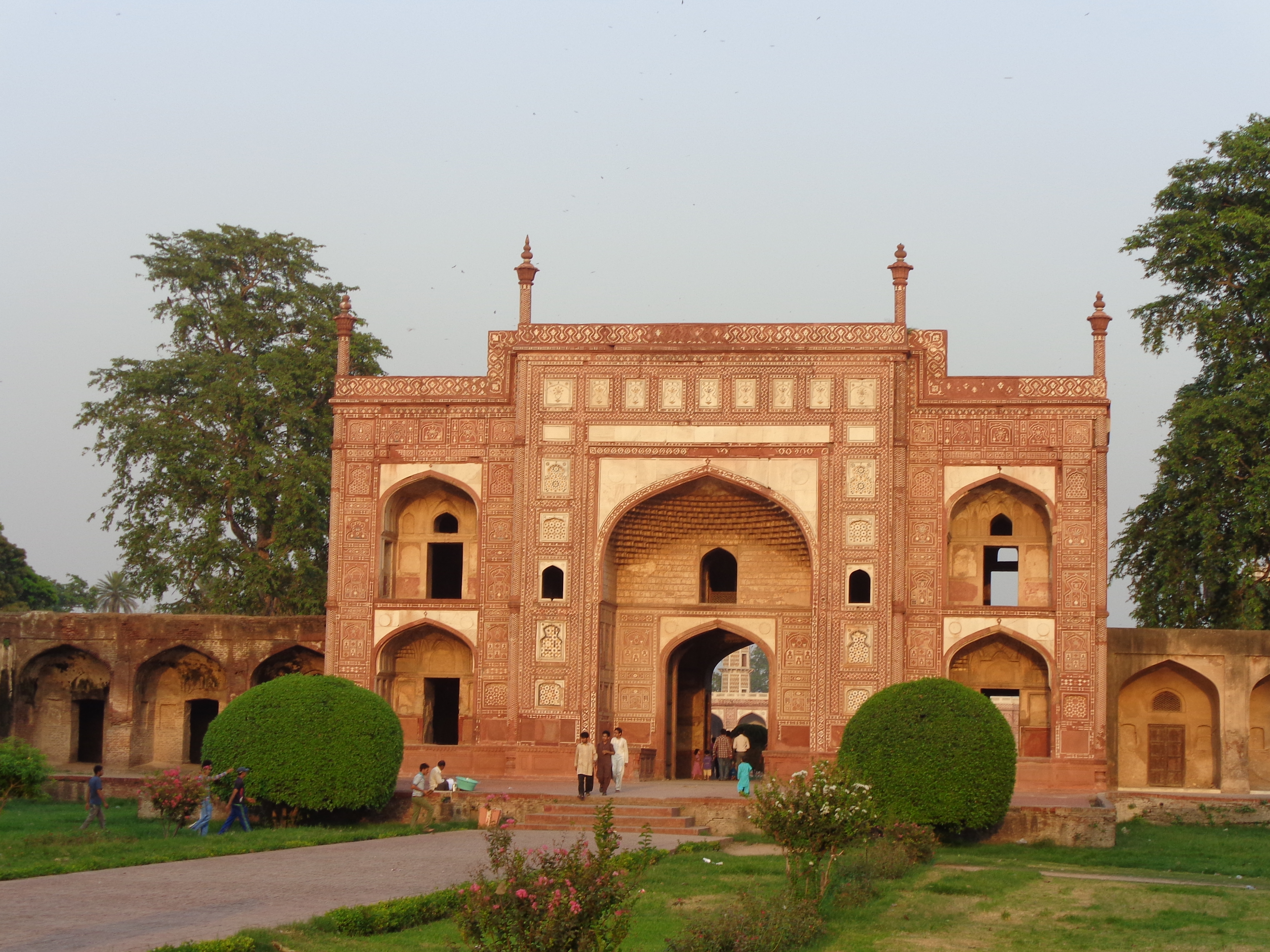
興建於巴基斯坦拉合爾的阿克巴麗薩萊（英语：Akbari Sarai）

## 延伸閱讀
- Branning, Katharine. 2018. turkishhan.org（页面存档备份，存于）, The Seljuk Han in Anatolia. New York, USA.
- Cytryn-Silverman, Katia. 2010. The Road Inns (Khans) in Bilad al-Sham. BAR (British Archaeological Reports), Oxford. ISBN 9781407306711
- Encyclopædia Iranica, p. 798-802
- Erdmann, Kurt, Erdmann, Hanna. 1961. Das anatolische Karavansaray des 13. Jahrhunderts, 3 vols. Berlin: Mann, 1976, ISBN 3-7861-2241-5
- Hillenbrand, Robert. 1994. Islamic Architecture: Form, function and meaning. NY: Columbia University Press. (see Chapter VI for an in depth overview of the caravanserai).
- Kiani, Mohammad Yusef. 1976. Caravansaries in Khorasan Road.（页面存档备份，存于） Reprinted from: Traditions Architecturales en Iran, Tehran, No. 2 & 3, 1976.

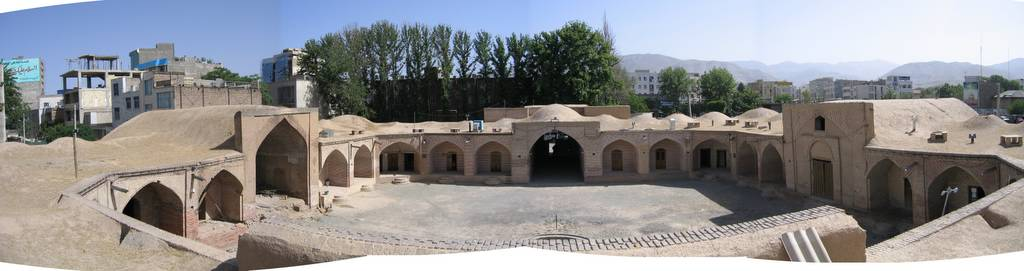
位於卡拉季的沙阿-阿拔斯商隊驛站全景

- Schutyser, Tom. 2012. Caravanserai: Traces, Places, Dialogue in the Middle East. Milan: 5 Continents Editions, ISBN 978-88-7439-604-7
- Yavuz, Aysil Tükel. 1997. The Concepts that Shape Anatolian Seljuq Caravansara. In: Gülru Necipoglu (ed). 1997. Muqarnas XIV: An Annual on the Visual Culture of the Islamic World. Leiden: E. J. Brill, 80-95. [archnet.org/library/pubdownloader/pdf/8967/doc/DPC1304.pdf Available online as a PDF document, 1.98 MB]

## 外部連結
- Shah Abbasi Caravanserai, Tishineh
- Caravansara Pictures
- Consideratcaravanserai.net, Texts and photos on research on caravanserais and travel journeys in Middle East and Central Asia.
- Caravanserais (Kervansaray) in Turkey
- The Seljuk Han in Anatolia